# Delfter Modell

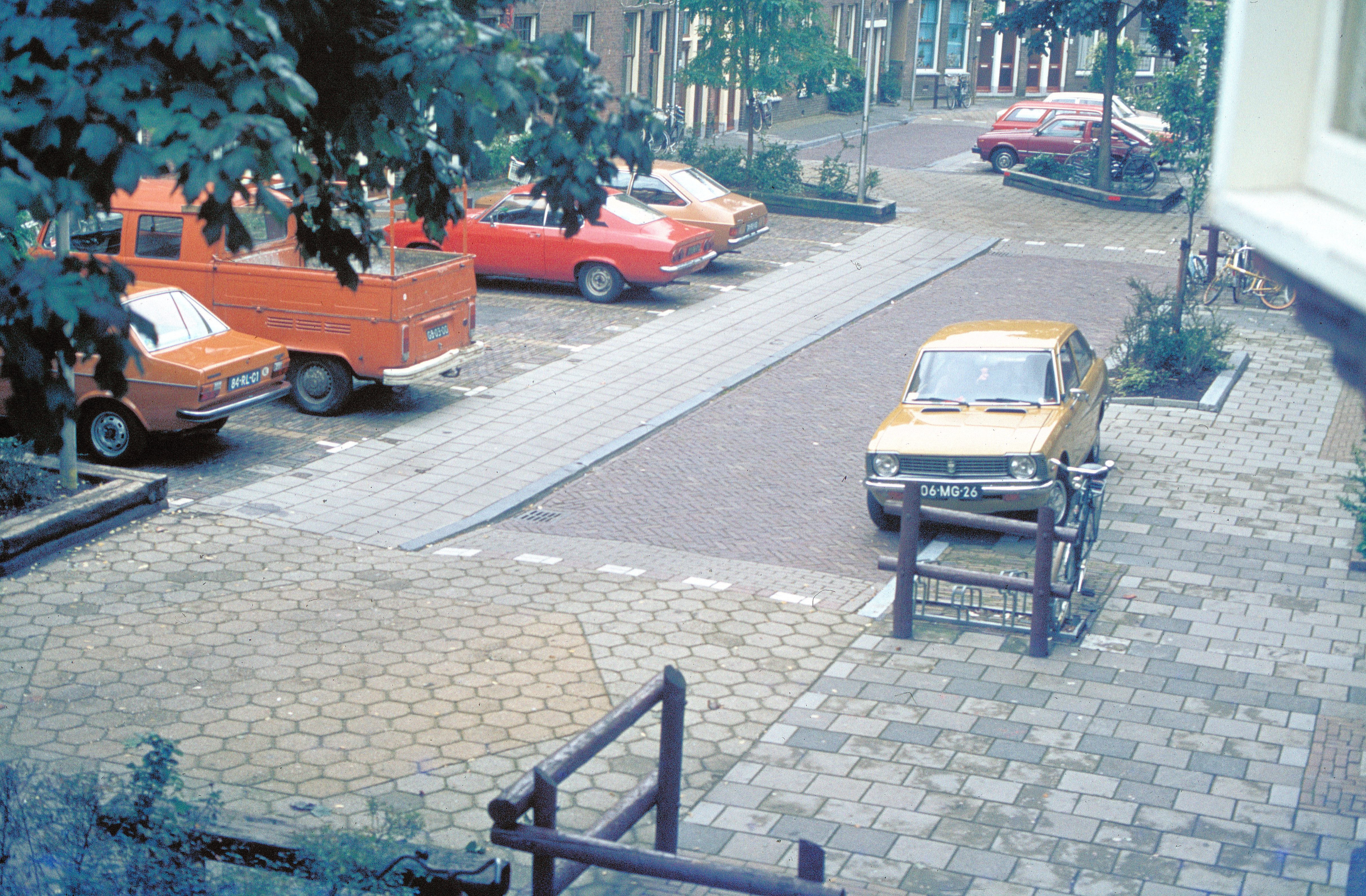
Woonerf (Cornelis Trompstraat) in Delft, 1979

Als Delfter Modell wurde vor allem in den 1970er- und 1980er-Jahren ein komplexes städtebauliches Konzept zur Verkehrsberuhigung von Wohngebieten der niederländischen Stadt Delft bezeichnet. Kernstück des Konzepts war die Abkehr von der Gliederung einer Straße in Gehweg – Bordstein – Fahrbahn – Bordstein – Gehweg. Diese räumliche Trennung von Fußgängern und Fahrzeugen im traditionellen Straßen- und Wegebau wurde zugunsten sogenannter Woonerven („Wohnhöfe“) aufgegeben, „wo die Wohnfunktion Vorrang vor der Verkehrsfunktion hat. Das bedeutet, daß der vorhandene Raum von allen, aber besonders von Kindern und alten Menschen, in vielfältiger Weise benutzt werden darf“ und dass „das Kraftfahrzeug seine dominierende Stellung verlor und eine Anpassung der Geschwindigkeit des motorisierten Verkehrs an die der Fußgänger und Fahrradfahrer erforderlich wurde.“
In Deutschland hat sich hierfür die Bezeichnung Verkehrsberuhigter Bereich durchgesetzt und in Österreich Wohnstraße. In der Schweiz gibt es die Begegnungszone als ähnliches Konzept.

## Entstehung
Auch in Delft hatten die Verkehrsplaner zunächst – wie andernorts – durch Einbahnstraßen-Regelungen, Geschwindigkeitsbegrenzungen und Bremsschwellen den Durchgangsverkehr aus reinen Wohngebieten fernzuhalten versucht. Der erhoffte Erfolg blieb jedoch aus, im Gegenteil, die Bremsschwellen dienten Motorrädern und Mopedfahrern als „Sprungschanzen“ und führten zu Beschwerden der Anwohner. Auch konnte so der Parkplatz-Suchverkehr der damals jährlich rund zehn Millionen Touristen nicht wirksam kanalisiert werden. Als Reaktion auf den Misserfolg wurde die gesamte Delfter Innenstadt in neun Stadtbezirke aufteilt, die untereinander keine Verbindungen für PKW und LKW besaßen. Stattdessen leitete man den Verkehr aus diesen Bezirken auf eine Ringstraße, von der die Bezirke ausschließlich erreichbar waren: „Es gibt keine Möglichkeit, die Innenstadt direkt zu durchqueren. Man stößt immer wieder auf die Ringstraße.“ Entlang der Ringstraße wurden Hinweistafeln mit Richtungspfeilen für die neun Stadtbezirke aufgestellt.

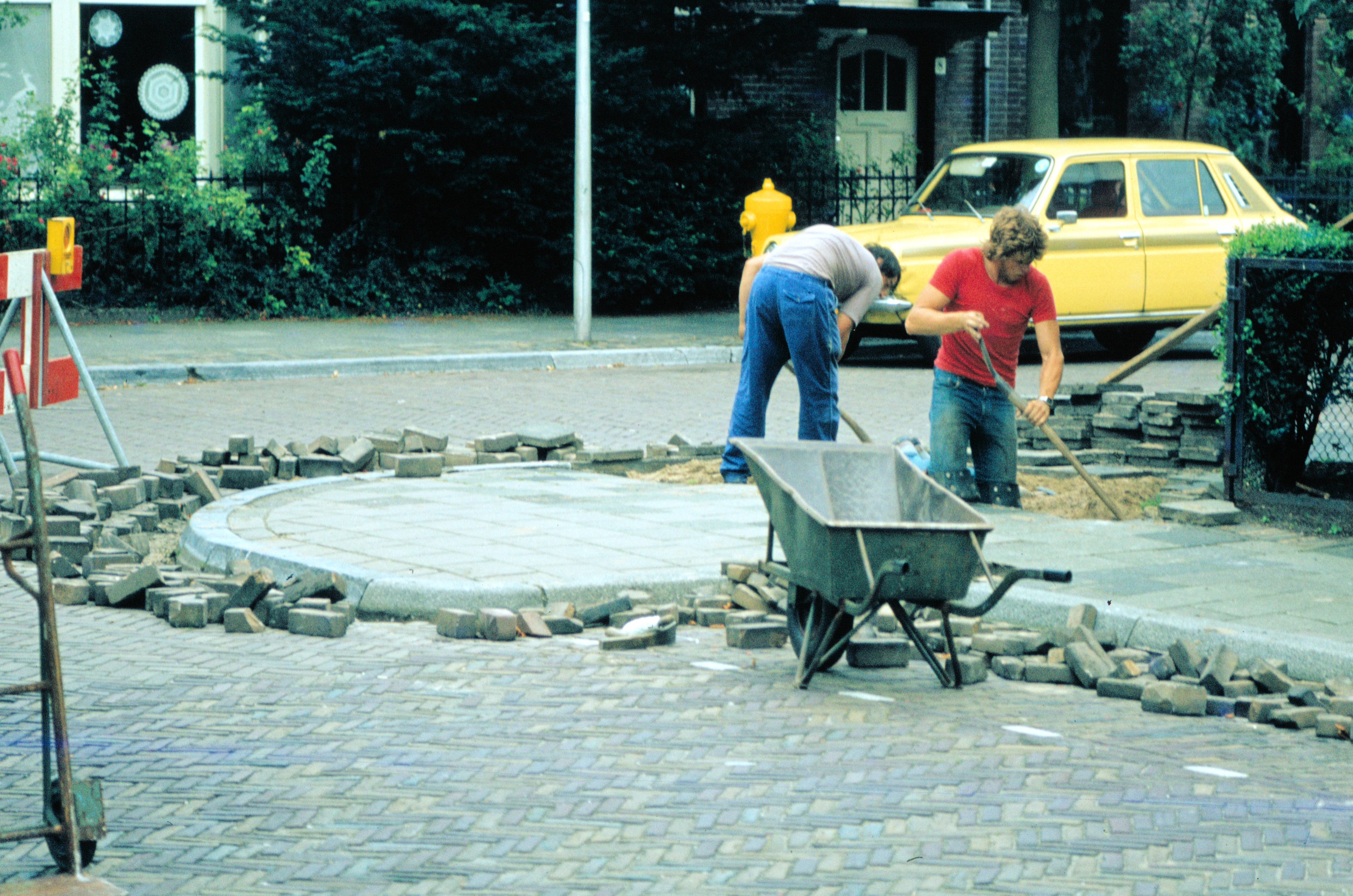
Setzungen müssen in Delft im Abstand von wenigen Jahren beseitigt werden, was die Umgestaltung der Straßen in Wohngebieten beschleunigte (Abb. aus dem Jahr 1979).

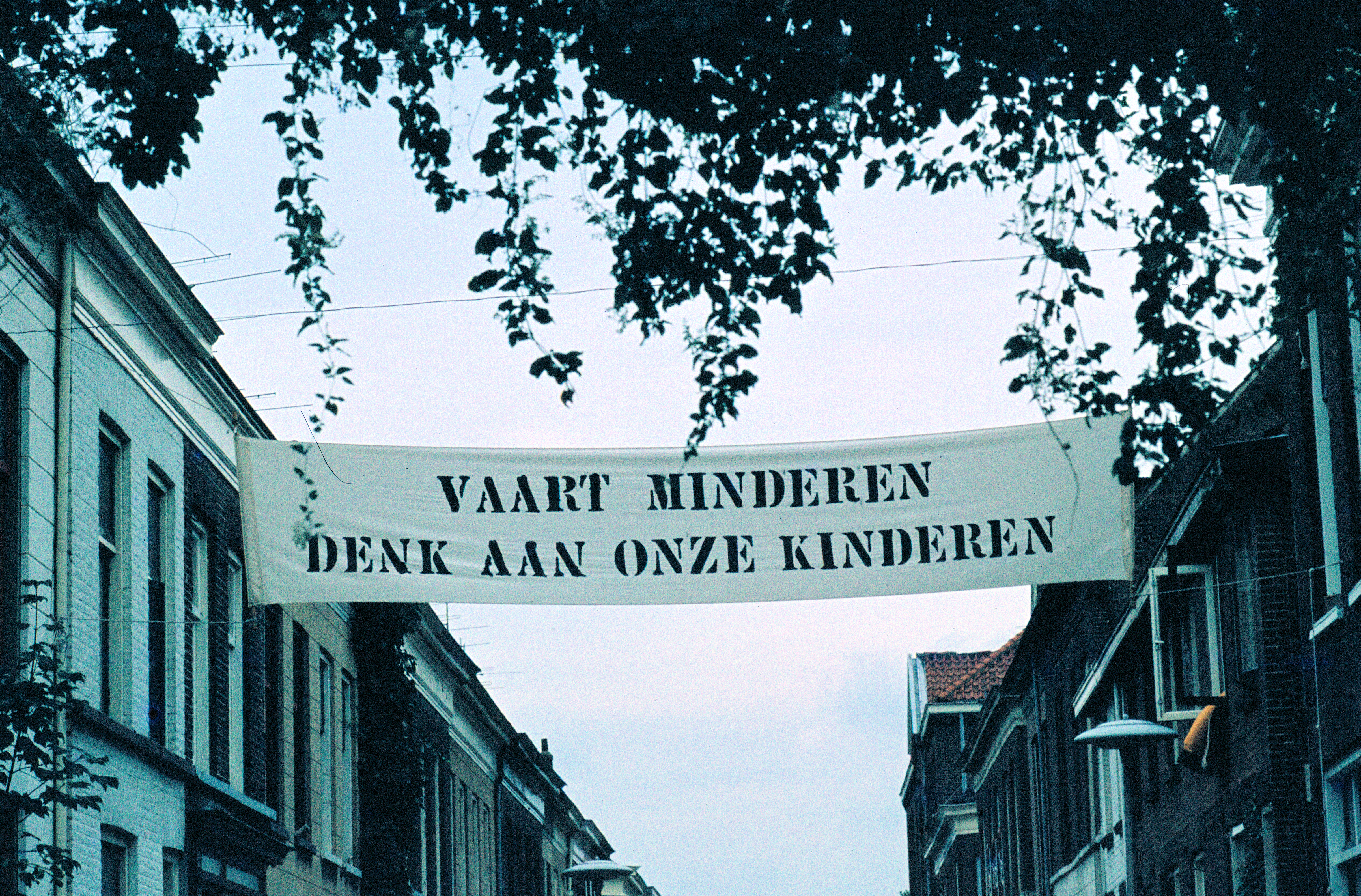
Auch in Delft wurde 1979 an die Autofahrer appelliert, langsam zu fahren und auf die Kinder zu achten.

Obwohl der Durchgangsverkehr auf diese Weise weitgehend verdrängt worden war, blieben die Unfallraten mit Kindern, älteren Menschen und Radfahrern relativ hoch: Auf den Einbahnstraßen wurden die Geschwindigkeitsbegrenzungen auch von den Anwohnern missachtet, spielende Kinder und Fußgänger, die zwischen parkenden Autos auf die Straße traten, wurden von den Autofahrern öfter übersehen. Den Delfter Planern geriet nunmehr der relativ unstabile Untergrund der Stadt zum Vorteil: Der hohe Grundwasserspiegel führt zu stetigen Setzungen, weswegen das Straßenpflaster vielerorts bereits fünf Jahre nach dem Verlegen erneut hergerichtet werden muss. Aus diesem Grund werden viele Straßen in den Niederlanden aus Ziegelsteinen gepflastert und nicht asphaltiert. Die Delfter Planer erprobten daher bei anstehenden Straßenbauarbeiten ein neuartiges Konzept, das den Niederlanden bis Anfang der 1980er-Jahre „die meisten Erfahrungen mit Verkehrsberuhigung“ in Europa einbrachte und zum Kernstück des „Delfter Modells“ wurde: die sogenannten verschwenkten Fahrbahnen durch Fahrgassenversatz, ein Prinzip, das bald auch in den Nachbarländern aufgegriffen wurde. So heißt es beispielsweise 1979 in der Schriftenreihe des deutschen Bundesministeriums für Raumordnung, Bauwesen und Städtebau:

„Ordnung des ruhenden Verkehrs im Sinne einer Verkehrsberuhigung muß zum Ziel haben, die Kraftfahrer zu mehr Rücksicht, verminderter Geschwindigkeit und defensiver Fahrweise anzuhalten. Es geht darum, daß Kraftfahrer und Fußgänger sich rechtzeitig sehen können und daß Gehwege freigehalten werden. Daraus ergeben sich folgende Anforderungen:
(1) Stellplätze sind grundsätzlich nur an einer Fahrbahnseite anzuordnen.
(2) Die freigehaltene Fahrbahnseite ist so zu wählen, daß die Sichtbarkeit kritischer Stellen (Schulen, Kindergärten, Knotenpunkten, Einfahrten u.a.) gewährleistet wird.
(3) Stellplätze sind so anzuordnen, daß die Längsachse der Fahrbahn nicht auf längere Strecken geradlinig verläuft (Versatz). Solche Versätze können erzielt werden, wenn etwa alle 50 m diejenige Straßenseite, auf der die Fahrzeuge abgestellt werden können, geändert wird. Empfehlenswert ist ein Versatz der Fahrgasse an solchen Stellen, an denen mit häufigem Fußgängerquerverkehr zu rechnen ist.“

In Delft markierten zunächst in einigen Testbereichen Fahrradständer die Versätze, bald gesellten sich jedoch Blumenkästen, Bäume und Kinderspielgeräte hinzu. Statt die Autos parallel zur Straße zu parken, wurden Stellplätze schräg oder im rechten Winkel zur Straße abmarkiert, wenn umfangreichere Reparaturen des Straßenpflasters anstanden. Zugleich wurde dann die Straße in ihrer gesamten Breite auf ein einheitliches Niveau gebracht, so dass Bordsteine überflüssig wurden. Dennoch blieb erkennbar, welche Bereiche einer Straße auch weiterhin von Fahrzeugen genutzt werden durften, denn „unterschiedliche Pflasterarten mit Ziegelsteinen, Verbundsteinen und Kopfpflaster markierten auch für den Fahrverkehr körperlich wahrnehmbar die unterschiedlichen Bereiche.“
Um die Akzeptanz der Umgestaltung durch die Anwohner sicherzustellen, wurden diese ab Beginn der Planungsarbeiten für ihre künftige Woonerf insbesondere in die Detailplanung einbezogen: Es wurden jedem Haushalt verständliche Lagepläne zur Verfügung gestellt, die kommentiert zurückgegeben werden konnten, mit dem Ziel, dass beispielsweise zusätzliche Sitzgelegenheiten nicht ausgerechnet vor einem Schlafzimmer eingeplant wurden. Abschließend fanden Bürgerversammlungen statt. Auch das deutsche Bundesbauministerium empfahl 1980 einen solchen relativ aufwändigen Planungsprozess:

„Die spezifischen Bedingungen der einzelnen Stadtquartiere müssen detailliert erfaßt und berücksichtigt werden. Deshalb sollten die Bürger auch Gelegenheit finden, ihre Vorstellungen von der Entwicklung ihres Wohnquartiers einzubringen. Verkehrsberuhigung ist ohne aktive Beteiligung und Mitarbeit der Bewohner eines Stadtteils kaum vorstellbar und politisch meist auch nicht durchzusetzen. Pläne zur Entwicklung einzelner Stadtteile sind daher ein gutes Mittel für einen konstruktiven Dialog zwischen Bürger und planender Verwaltung.“

In jüngerer Zeit wurden in vielen Wohnstraßen die verschwenkten Fahrbahnen und andere ‚Hindernisse‘ wieder entfernt (siehe Abbildungen unten).

## Galerie: anwohnerfreundlich gestaltete Straßen in Delft
Historische Aufnahmen aus den Jahren 1979/1980

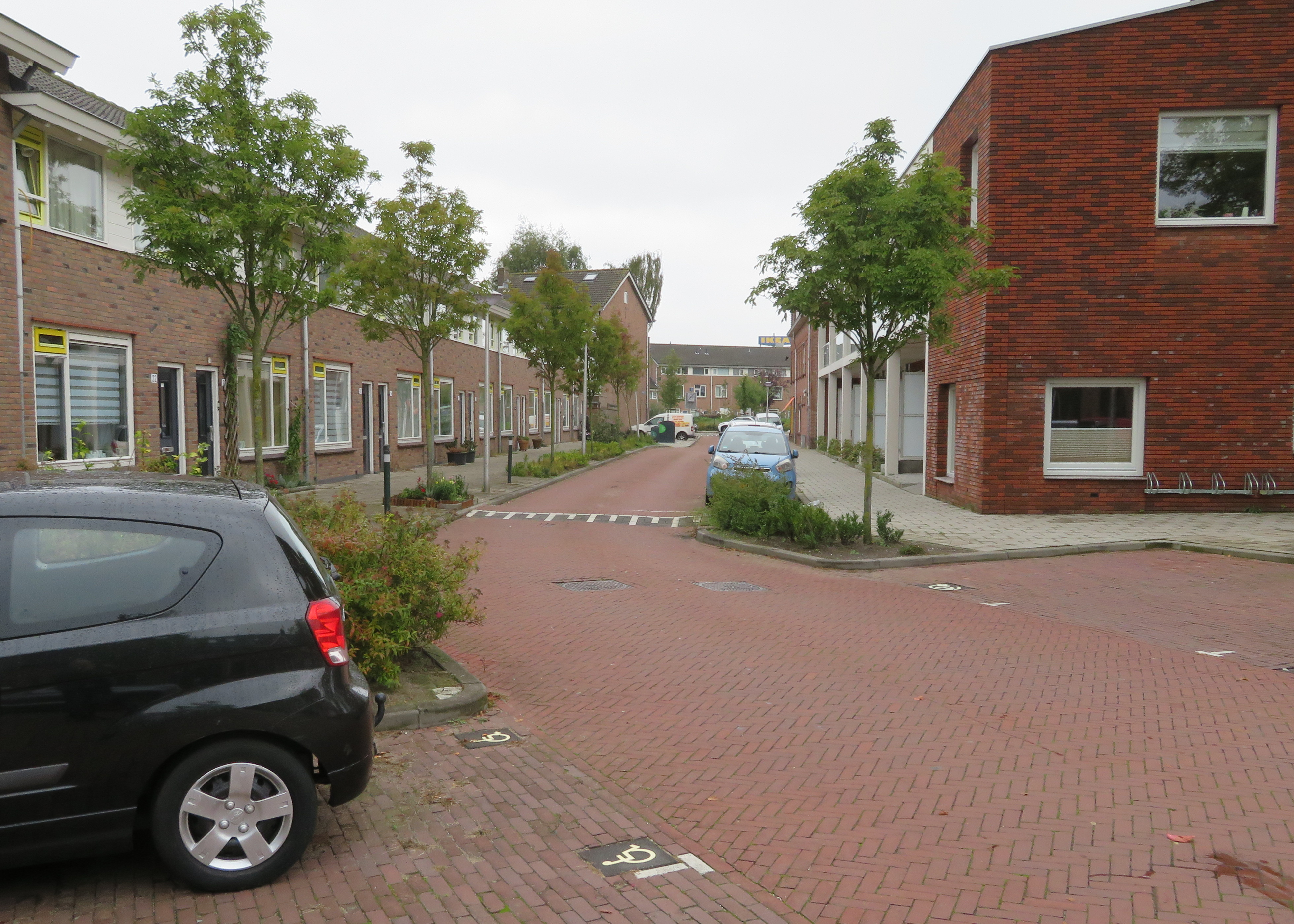
Keurenaerstraat
- Keurenaerstraat
- Willemstraat
- Willemstraat
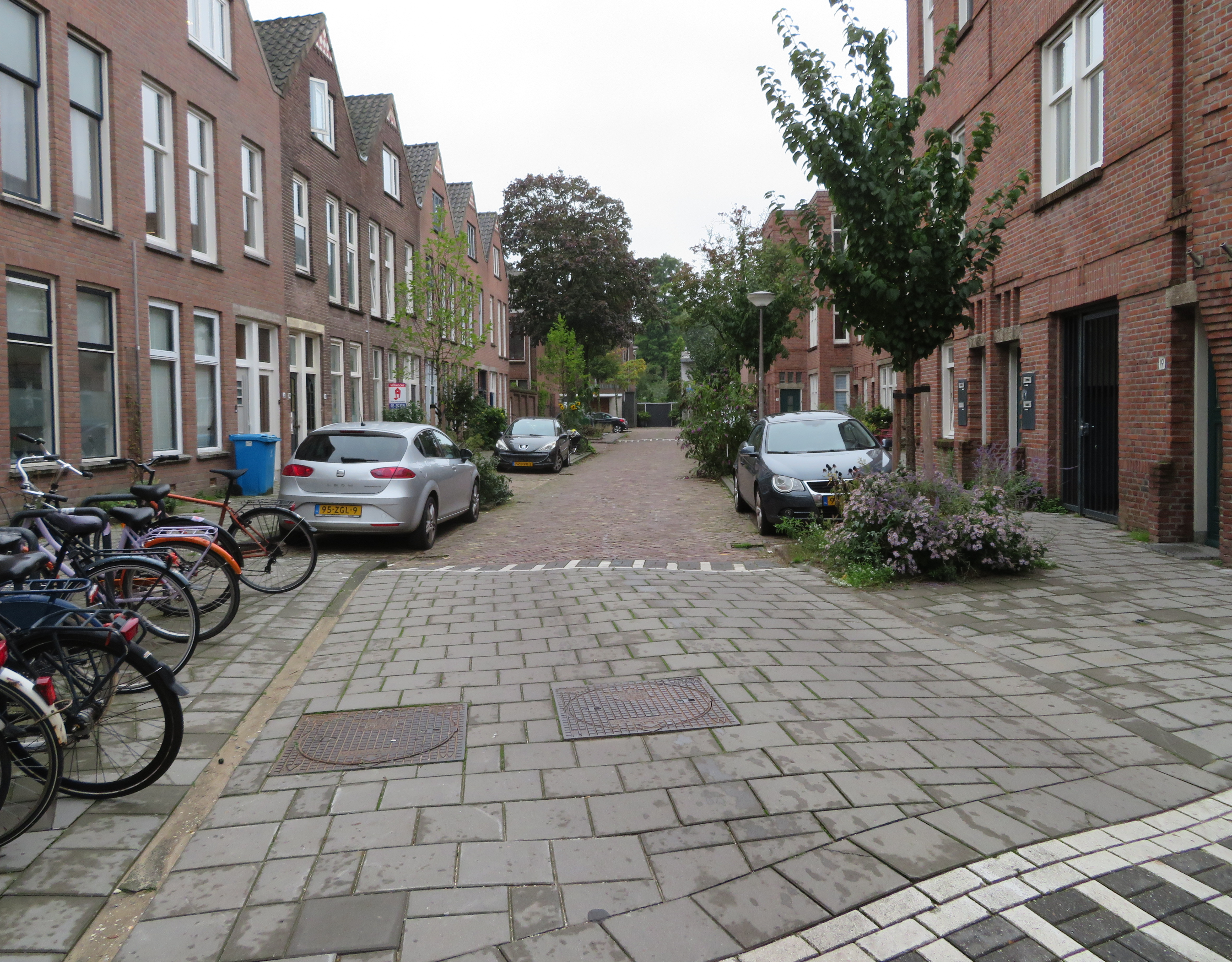
Cornelis Trompstraat
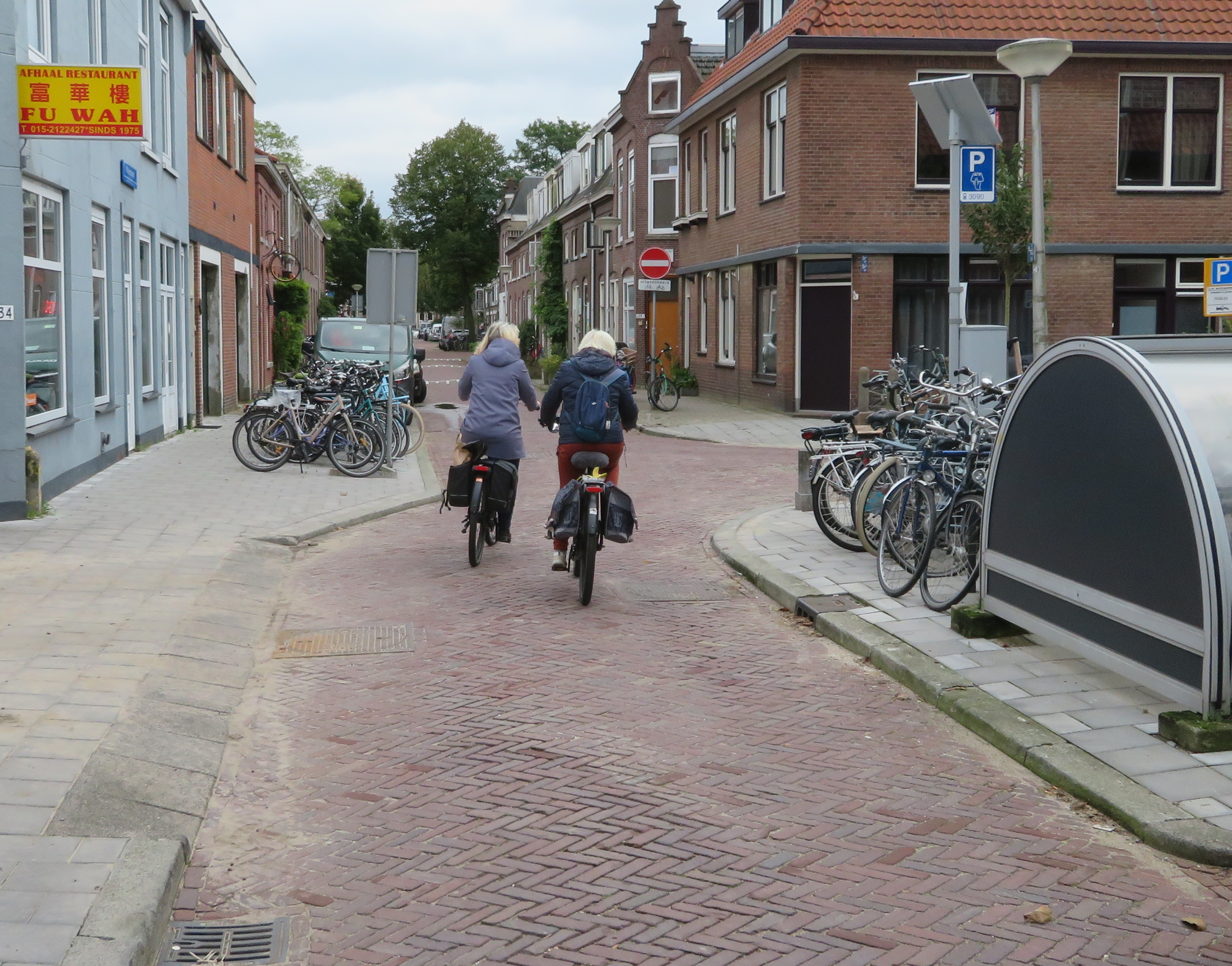
Willemstraat
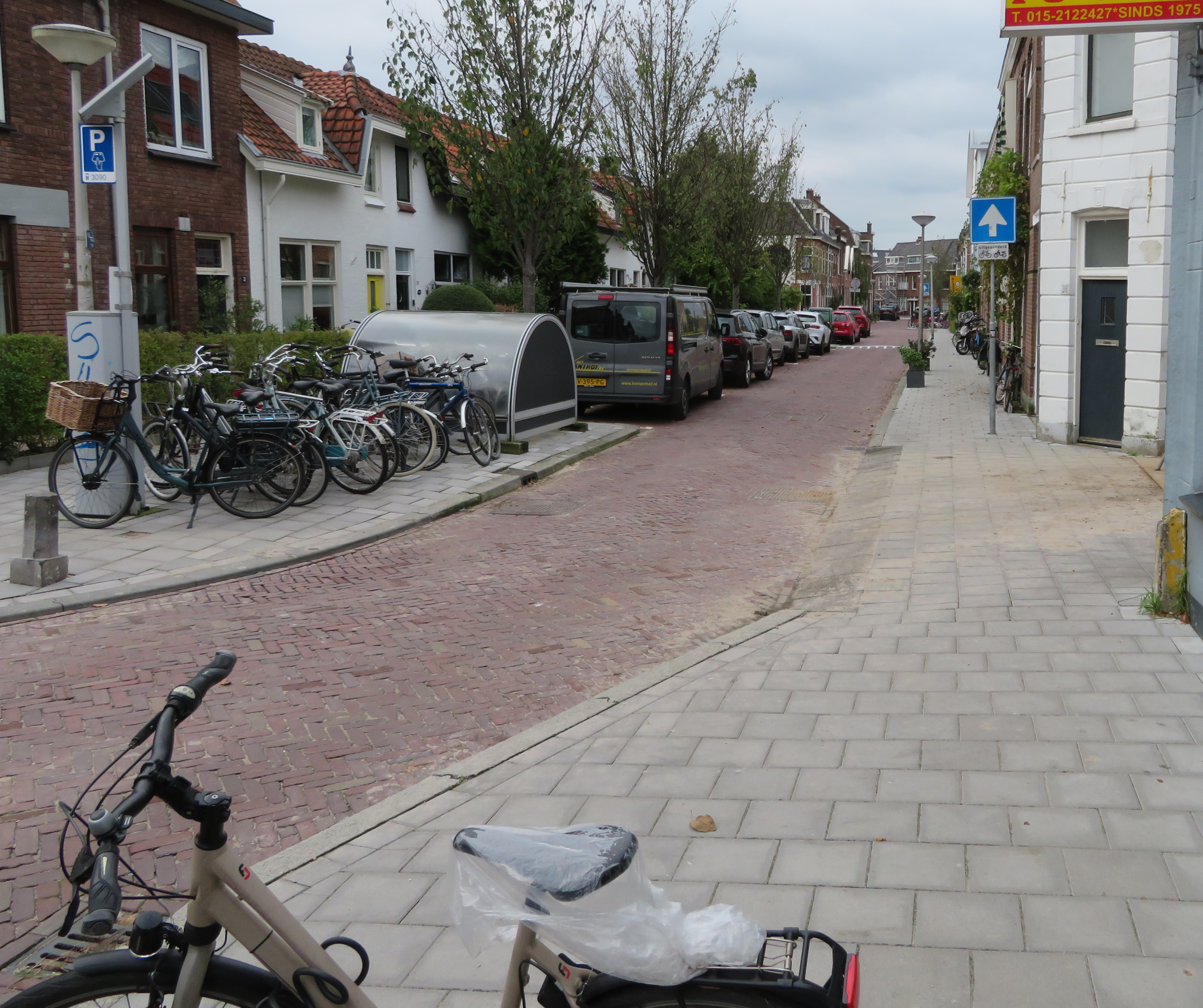
Willemstraat

- Tuinstraat
- Simonsstraat
- Van der Spiegelstraat

Aufnahmen aus dem Jahr 2024 zeugen vom Rückbau von ‚Hindernissen‘

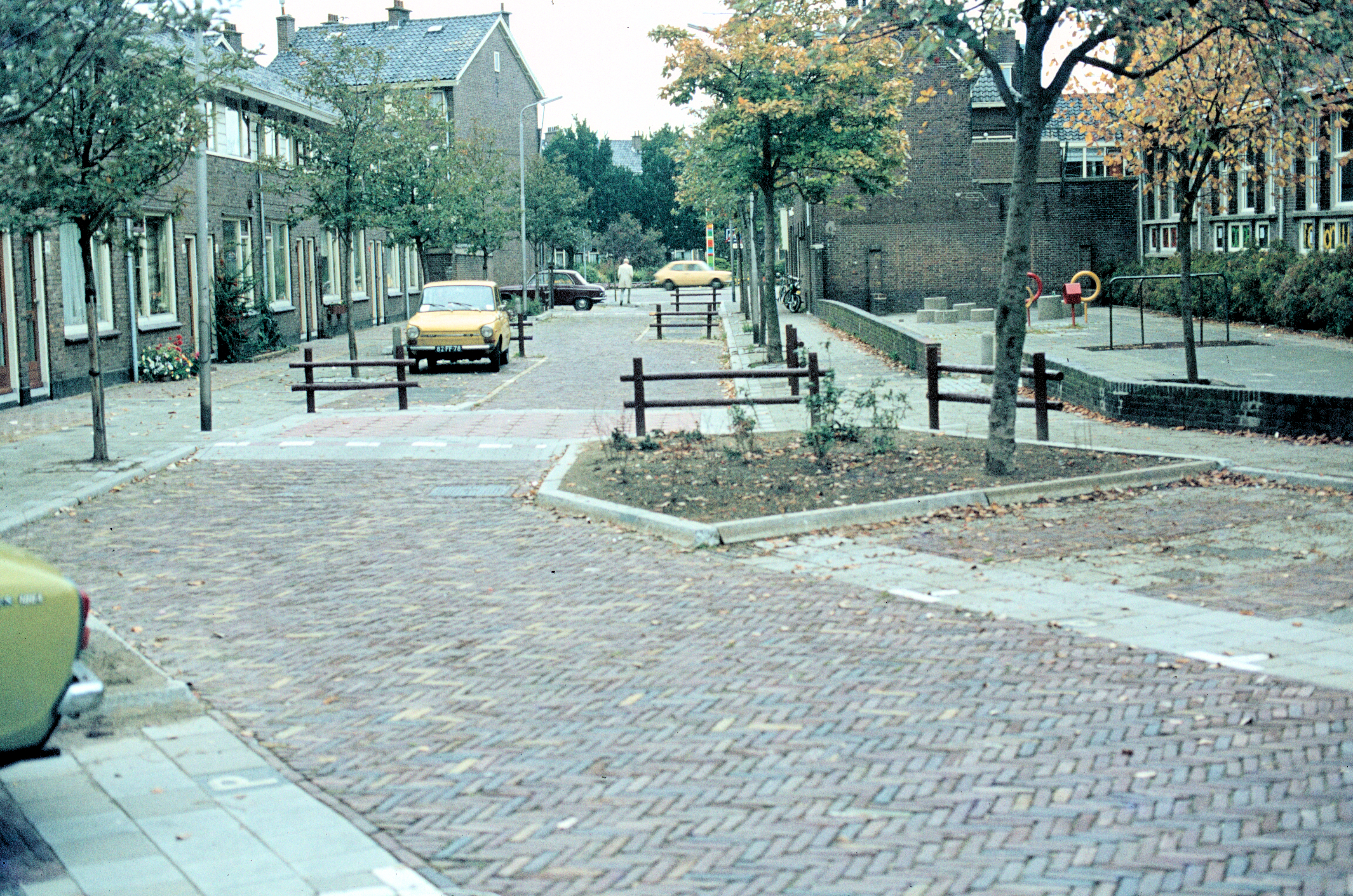
Keurenaerstraat
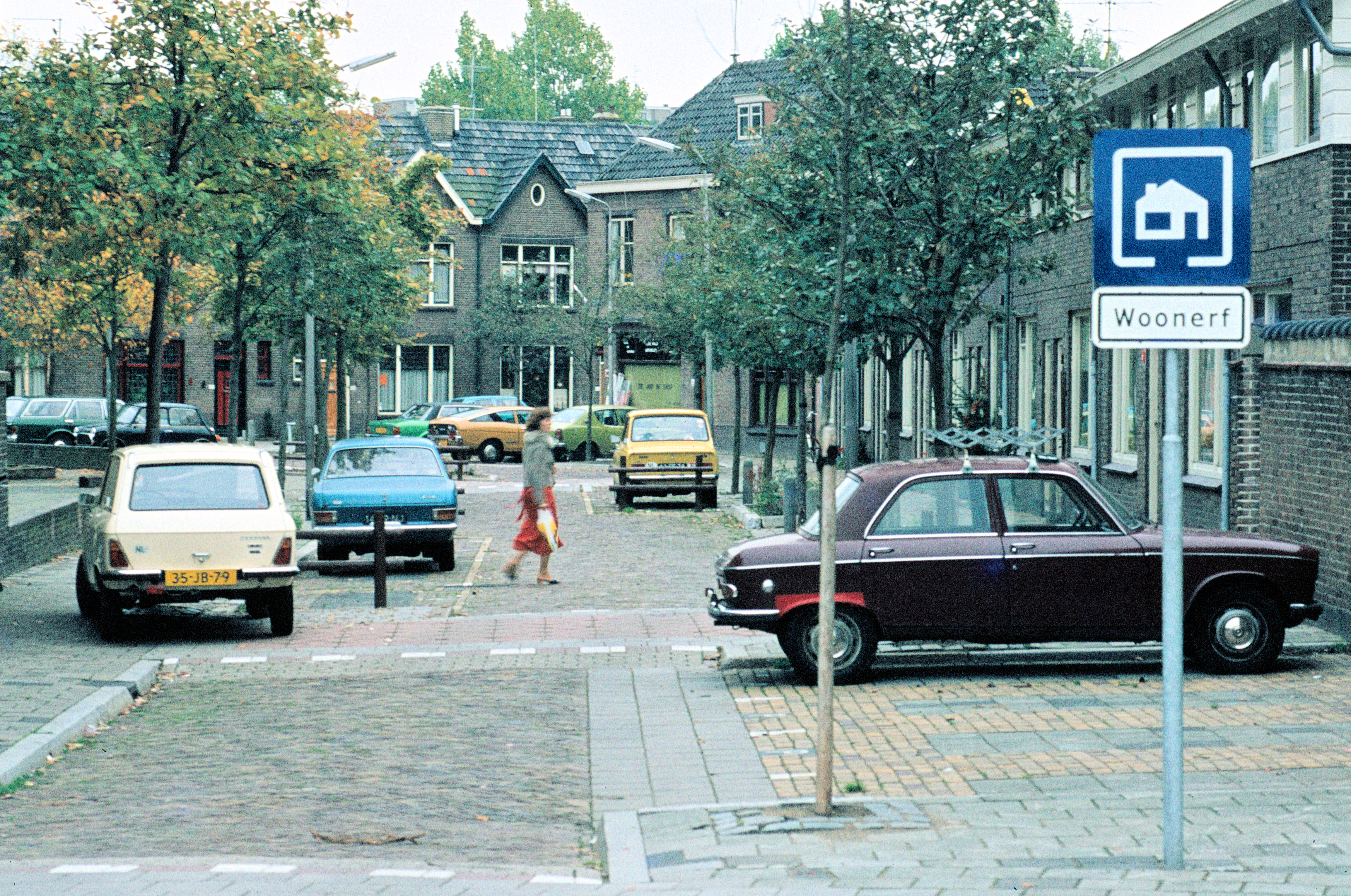
Keurenaerstraat

- Cornelis Trompstraat
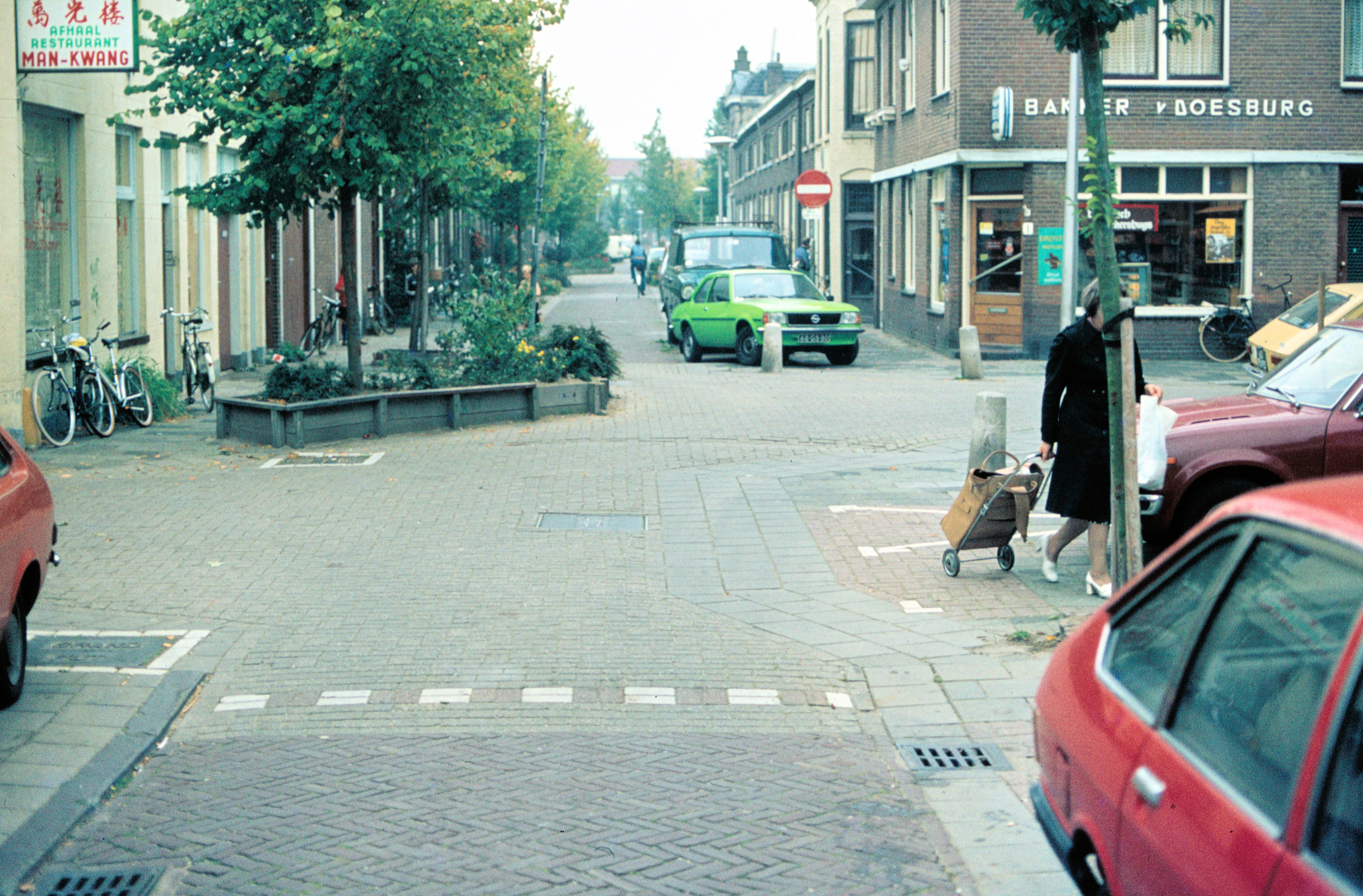
Willemstraat
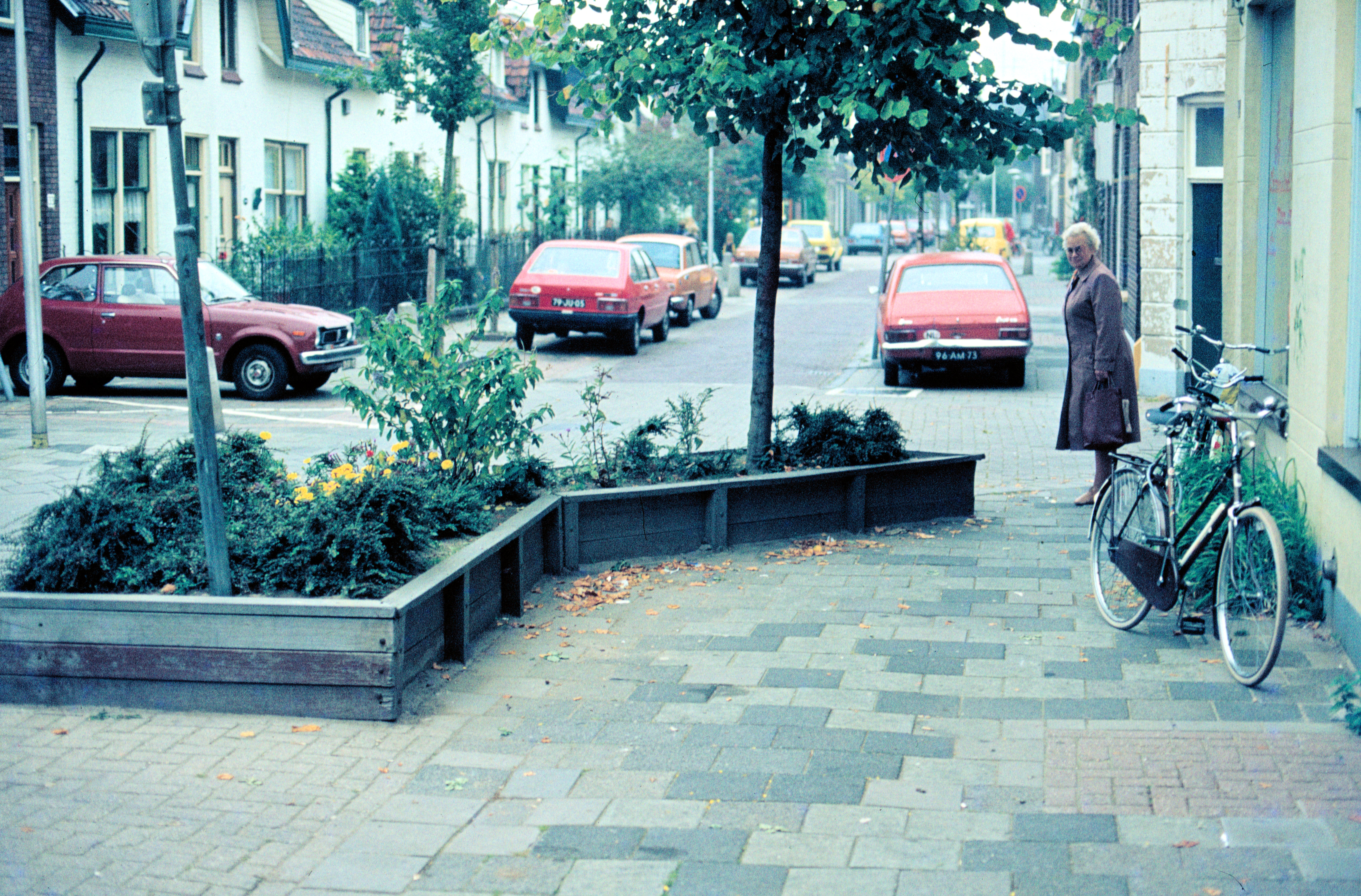
Willemstraat
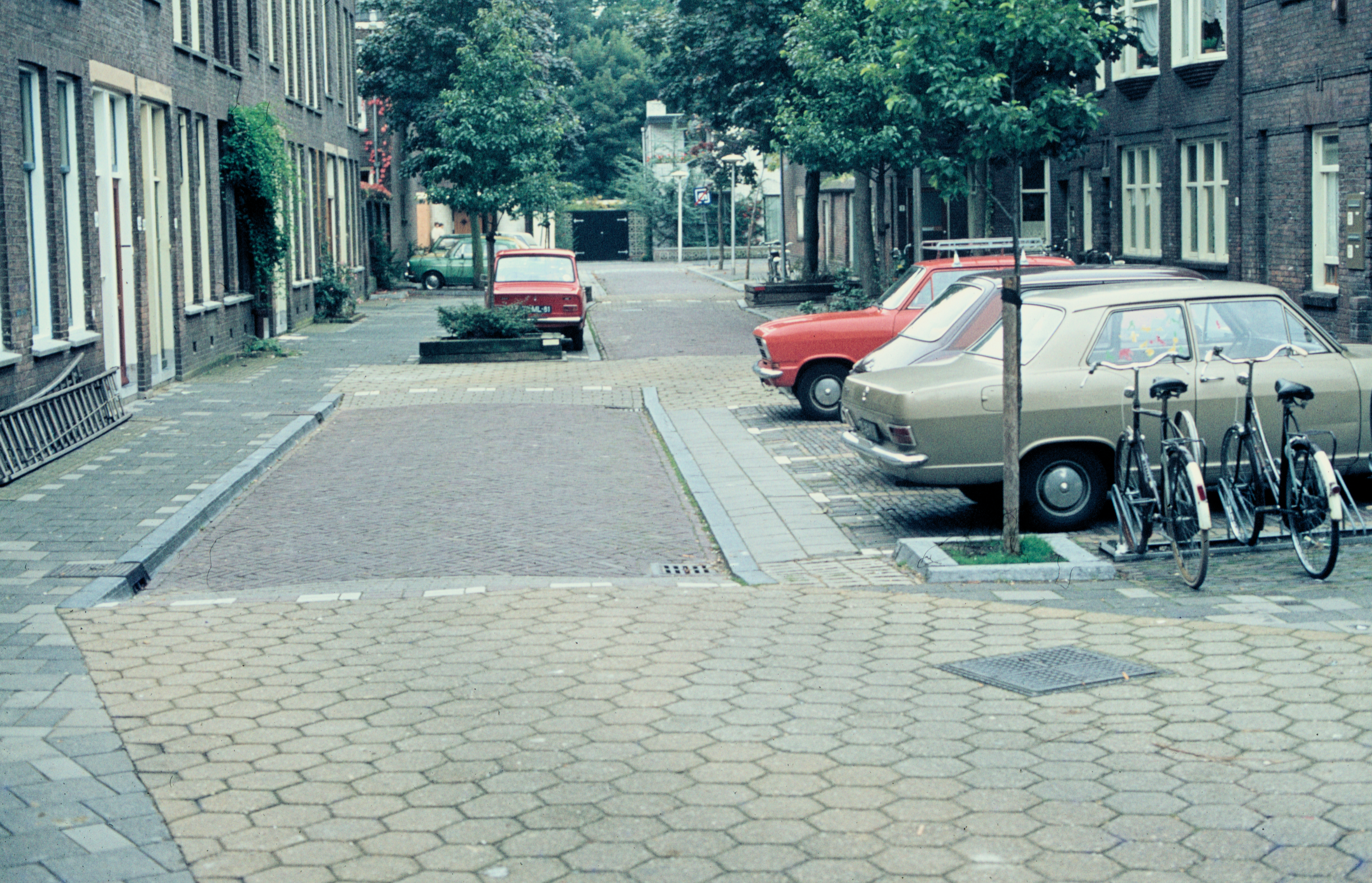
Cornelis Trompstraat
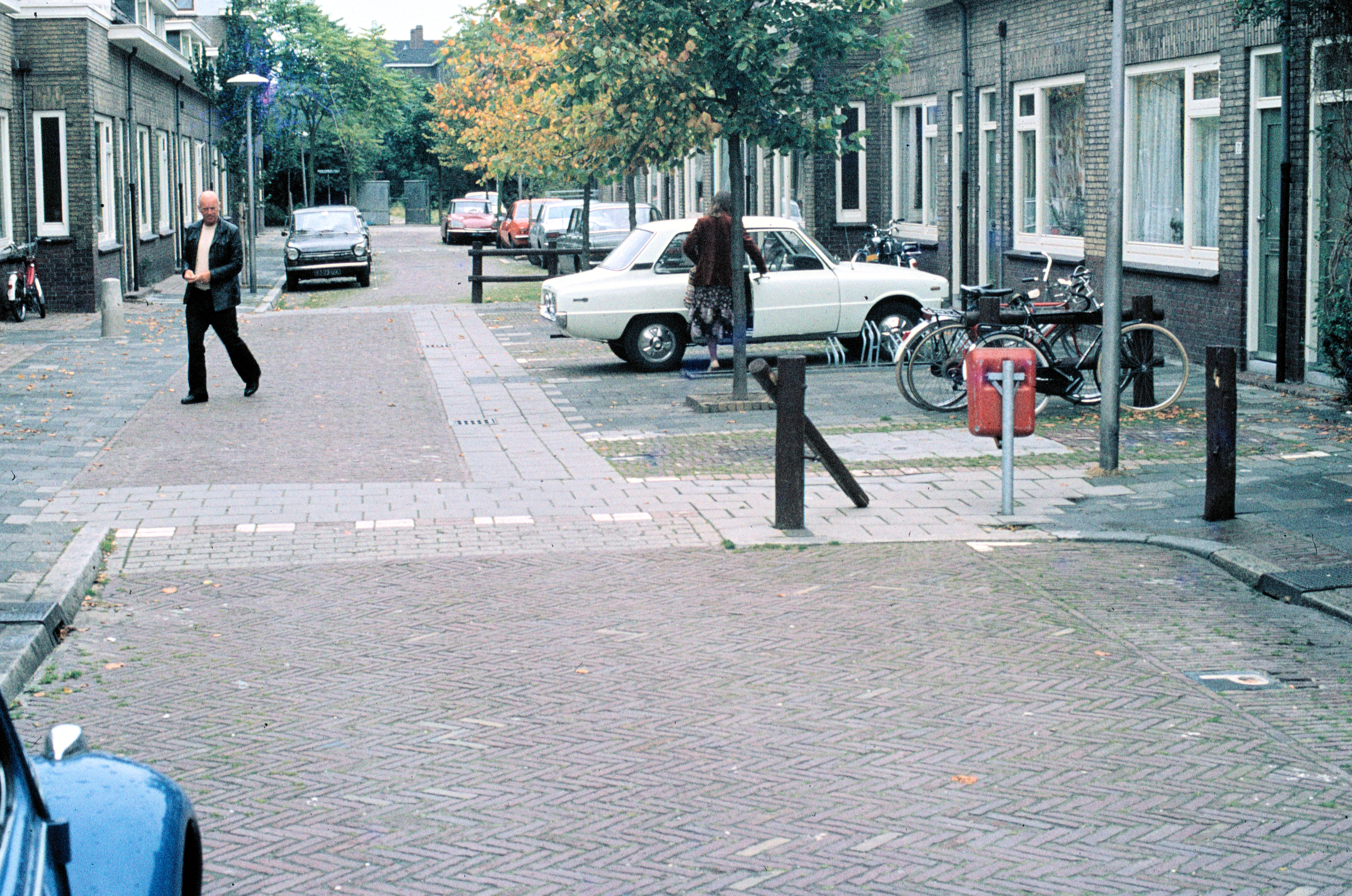
Tuinstraat
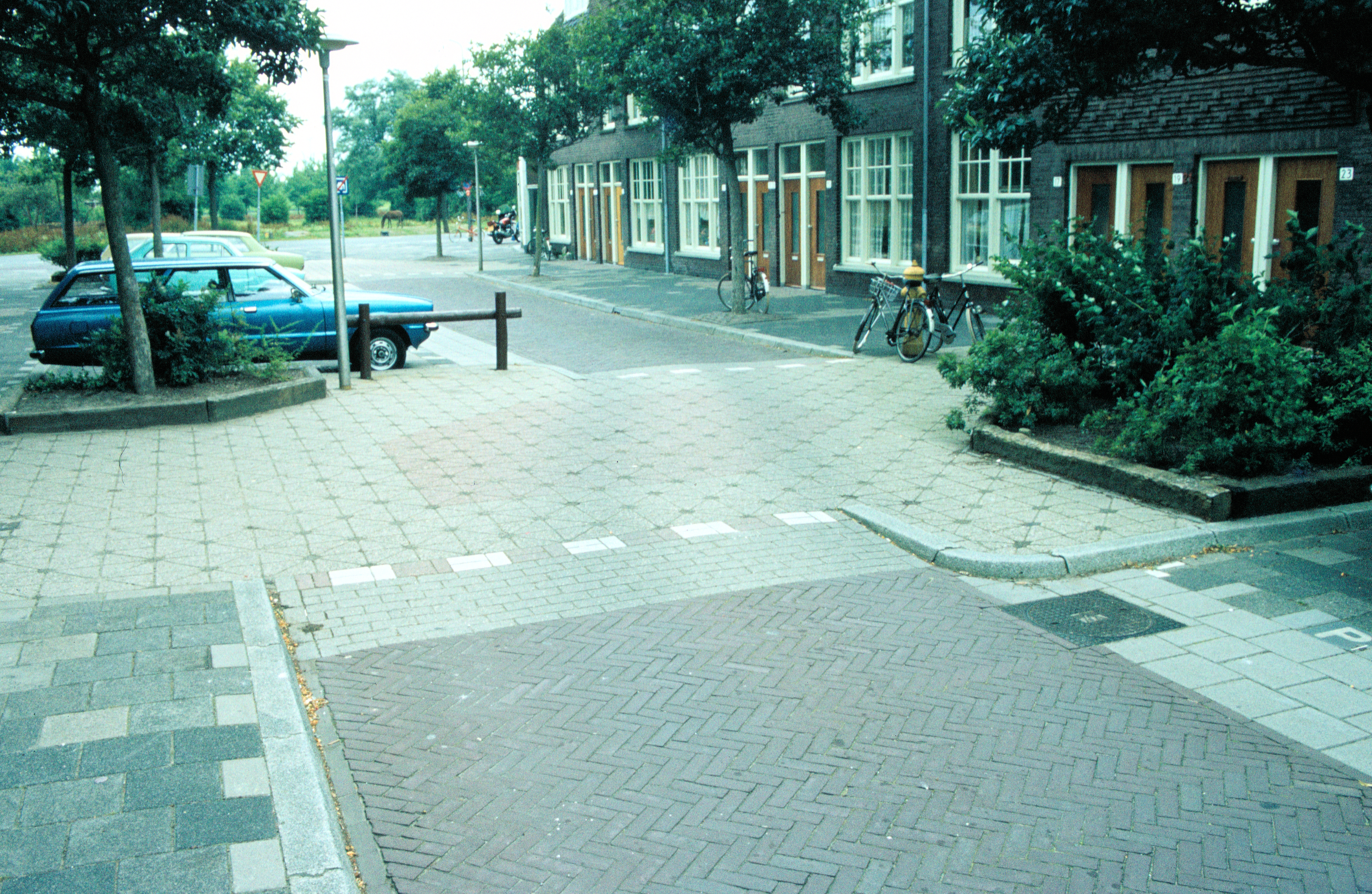
Simonsstraat
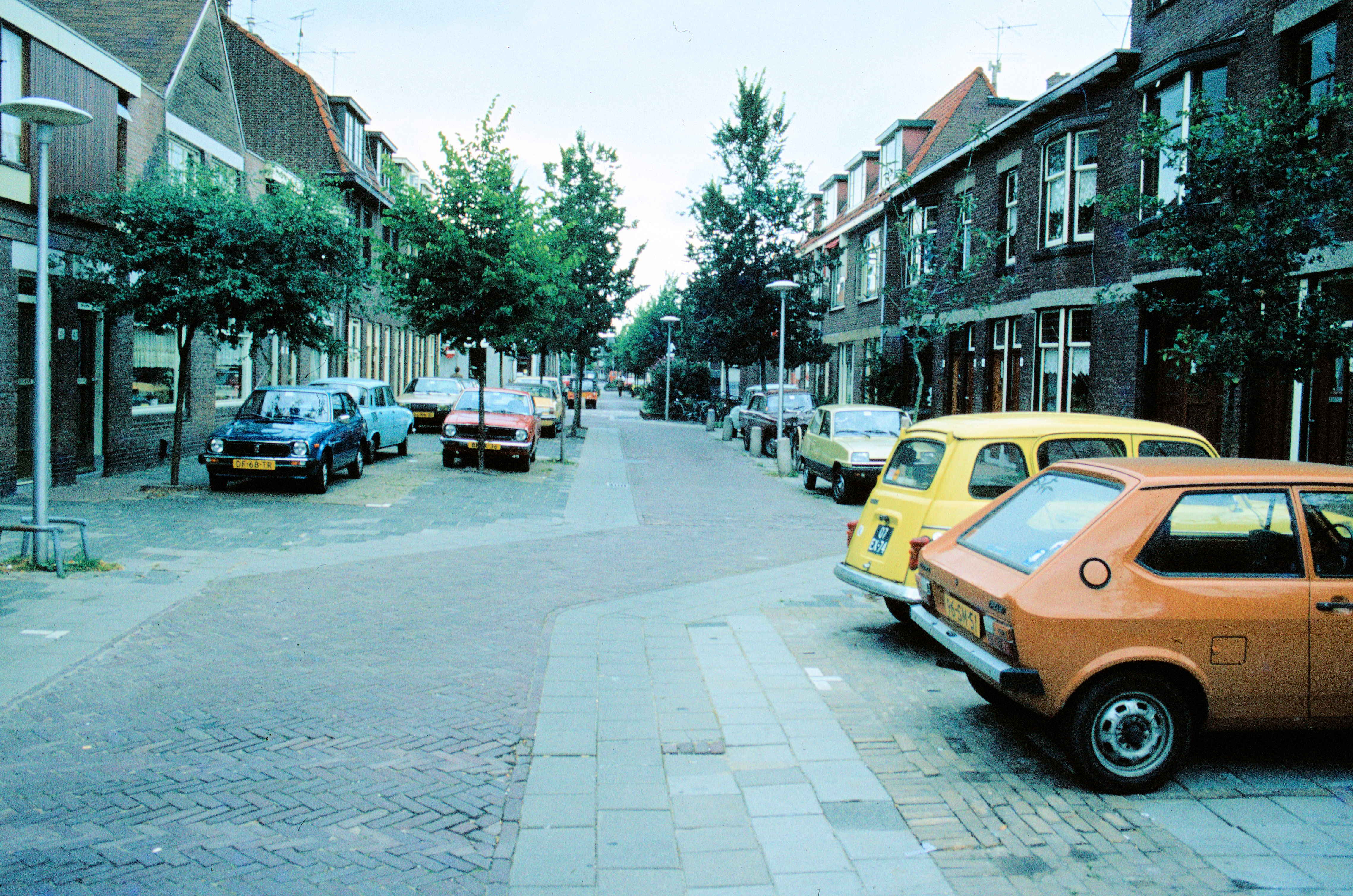
Van der Spiegelstraat

## Belege
1. ↑  Begegnungszonen: Rücksicht statt Vorsicht. In: Fussverkehr. Nr. 1, 2016, S. 3.
2. ↑  Chronik der Stadt Kelkheim, März/April 1979.
3. ↑  Bürger-Nachrichten. Nr. 12, Lübeck 1979, S. 2.
Wird der Stadtteil Hausen zum ‚Delft an der Nidda‘? In: Frankfurter Nachrichten vom 21. Februar 1980, Teilausgabe Nordwest.
4. ↑  Flächenhafte Verkehrsberuhigung. (Memento vom 22. November 2010 im Internet Archive). Beitrag vom Umweltbundesamt (PDF; 206 KB)
5. ↑  „Tatzelwurm“-Gelände: Mindestens 50 Prozent Grünfläche! Auf: Der Sossenheimer. Oktober 1979, S. 8.
6. ↑  Ulla Schreiber: Modelle für humanes Wohnen. Moderne Stadtarchitektur in den Niederlanden. DuMont Buchverlag, Köln 1982, ISBN 3-7701-1319-5, S. 140. – Die Autorin ist seit 1980 freie Architektin und Stadtplanerin und war von 2002 bis 2010 Baubürgermeisterin von Tübingen.
7. ↑  Einfluss von verkehrsberuhigenden Maßnahmen auf die PM10-Belastung an Straßen. Berichte der Bundesanstalt für Straßenwesen: Verkehrstechnik, Heft V 189. Bergisch Gladbach 2010, ISBN 978-3-86509-985-3, S. 8.
8. ↑  Ulla Schreiber: Modelle für humanes Wohnen, S. 141.
9. ↑  Der Minister für Wirtschaft, Mittelstand und Verkehr des Landes Nordrhein-Westfalen (Hrsg.): Großversuch ‚Verkehrsberuhigung in Wohngebieten‘. Schußbericht der Beratergruppe. Kirschbaum Verlag, Köln 1979, S. 96.
10. ↑  Verkehrsberuhigung. Schriftenreihe des Bundesministeriums für Raumordnung, Bauwesen und Städtebau, 03.071. Bonn 1979, S. 109 f.
11. ↑  Ulla Schreiber: Modelle für humanes Wohnen, S. 143.
12. ↑  Der Bundesminister für Raumordnung, Bauwesen und Städtebau (Hrsg.): Wohnstraßen der Zukunft. Verkehrsberuhigung  zur Verbesserung des Wohnumfeldes. Bonn 1980, S. 51.